# روجر كامب
روجر كامب (بالإنجليزية: Roger Camp)‏ هو مصور أمريكي، ولد في 1945.